# 陈珍广
陈珍广（1927年6月30日—2015年2月1日），籍贯广东江門新会棠下石头（今屬江門市蓬江區棠下鎮）。中华人民共和国翻译家。

## 生平
曾就读和毕业于广州岭南大学、广州南方大学与新疆语文学院（后改新疆大学）。任职于新疆语文学院和中山大学。1957年调中山大学外语系，历任讲师、副教授、教授。1973-1984年任中山大学外语系副系主任。1988年任中山大学图书馆馆长，1992年退休。曾任中国翻译协会第一届理事，广东省翻译协会副理事长，广东作家协会外国文学委员会委员。
陈珍广长期从事外国文学的教学研究和翻译，最初由外国文学出版社创始人孫繩武先生邀请开始翻译生涯。译著主要有：翻译犹太作家肖洛姆·阿莱汉姆的自传体长篇小说《从市集上来》，泰戈尔长篇小说《小砂子》，肖洛姆·阿莱汉姆长篇小说《游星》；合译苏联作家里哈诺夫《日蚀》，格林《红帆》，雷巴科夫《大清洗》等中、长篇小说，以及苏联史学家马伊斯基《西班牙史纲 1918 — 1972 》，苏联科学院编《英国文学史》中的 1789 — 1832 及 1832 — 1870 两卷。此外，合编《西方名言引喻典故辞典》，《英语名言引喻典故》，参编《世界名言大辞典》等。其中，《西方名言引喻典故词典》 获首届全国优秀外国文学图书三等奖、广东省优秀社会科学研究成果一等奖，并人选中国“八五”科学技术成果选。